# Panteó de la Pàtria i de la Llibertat Tancredo Neves
El Panteó de la Pàtria i de la Llibertat Tancredo Neves (Panteão da Pátria e da Liberdade Tancredo Neves en portugués) és un monument cívic situat a Brasília, destinat a honorar els herois nacionals i les heroïnes que, d'alguna manera, van servir per a l'engrandiment de la nació brasilera.
A més de tenir l'exposició permanent del Llibre dels Herois i Heroïnes de la Pàtria, en el qual es registren aquests herois, l'espai cultural pertanyent al Centre Cultural Três Poderes, celebra els ideals de democràcia i llibertat, venerant, en particular, les figures Tiradentes i Tancredo Neves. Al primer pis s'exposen els registres sobre la important figura política de Neves en el període de tornada a la democràcia del país després de la dictadura militar. Al pis superior hi ha el Llibre d'Acer i el gran panell de la Conjuració Mineira, que retrata històricament aquell moviment separatista.
L'espai, que es troba a la Plaça dels Tres Poders i és gestionat pel Departament d'Estat de Cultura del Districte Federal, està obert, igual que la resta d'equipaments que integren el Centre Cultural Três Poderes, de dimarts a diumenge, inclosos festius.

## Història
La idea d'aixecar un monument en homenatge als qui es van destacar a favor de la pàtria brasilera va sorgir al Palau del Planalto, durant l'enrenou nacional provocat per la mort de Tancredo Neves, el primer president civil (encara que indirectament) després de vint anys de domini militar i que va morir prematurament, sense arribar a jurar el càrrec.
El Panteó va ser construït i donat al govern del Districte Federal per la Fundació Bradesco, i va ser inaugurat el 7 de setembre de 1986 pel llavors president José Sarney. Com que no es tracta d'un mausoleu, el terme correcte per designar el monument hauria de ser cenotafi, és a dir, un monument funerari erigit en honor d'alguna persona o grup de persones, les restes de les quals es troben en un altre lloc.
Es troba al costat de la resta d'equipaments que conformen el Centre Cultural Três Poderes, a Brasilia. Creat per Oscar Niemeyer, presenta una arquitectura modernista que simbolitza un colom (o dos, segons el punt de vista). La seua primera pedra la va posar el president de França, François Mitterrand, el 15 d'octubre de 1985.
L'espai expositiu, íntegrament dedicat a Tancredo Neves, es va reobrir l'any 2013. El concepte, comissariat per Marcello Dantas i Silvia Albertini, afavoreix el contacte públic directe amb els temes tractats, mitjançant l'exposició de còpies de documents, l'exhibició de documentals dirigits per Silvio Tendler i l'ús de tecnologies interactives.

## Estructura
El Panteó té, a la seua zona exterior, la Pira de la Pàtria i de la Llibertat, sempre encesa, simbolitzant el foc de la Pàtria. La zona exterior consta de tres panells corbats que representen l'Exèrcit, la Marina i la Força Aèria, guardians de la democràcia. L'edifici està cobert amb lloses de marbre opac i consta de tres plantes, amb una superfície total construïda de 2.105 m². A l'interior, la Sala Roja ret homenatge al president Tancredo Neves.

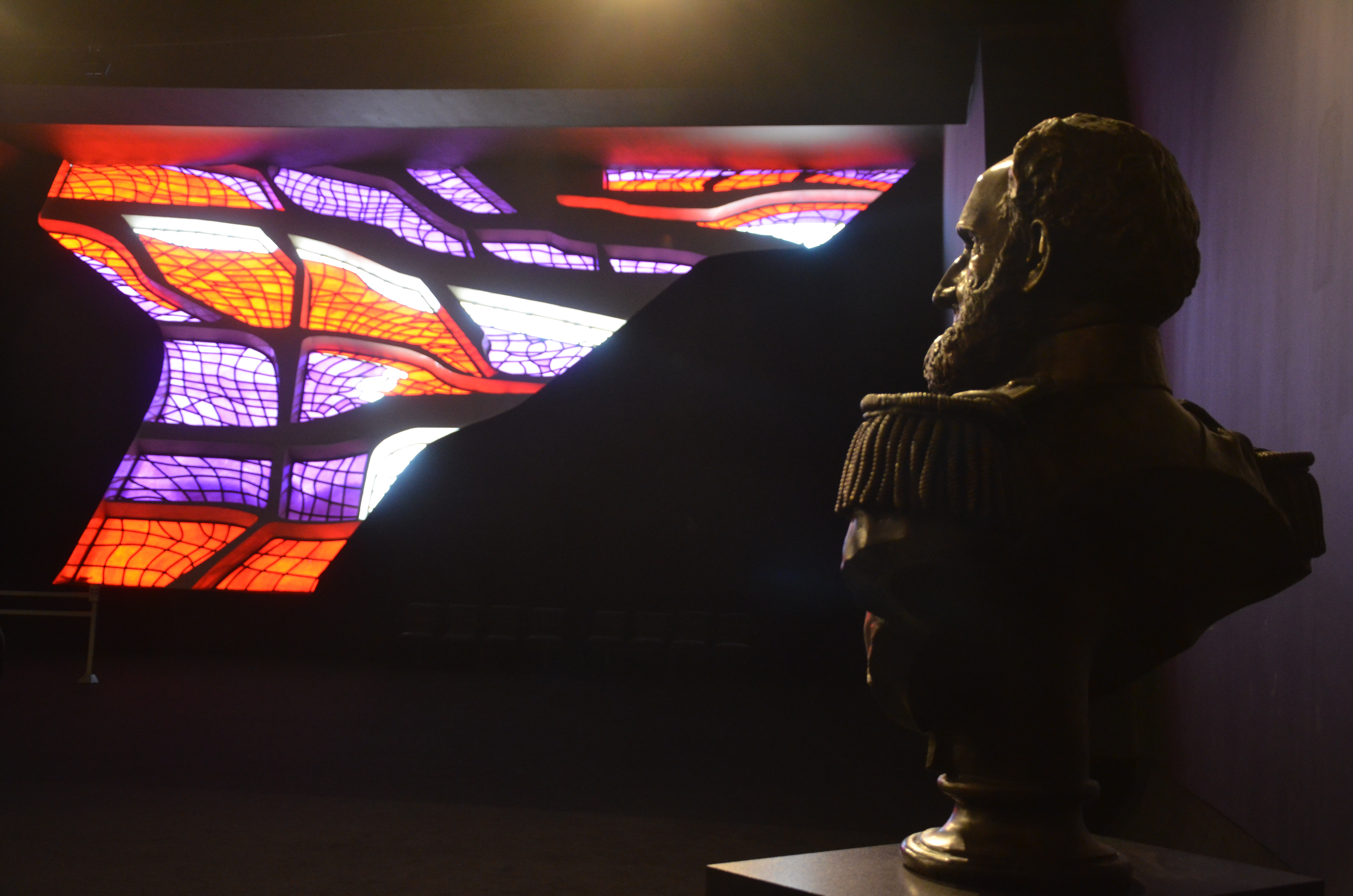
Vitrall de Marianne Peretti

A la tercera planta hi ha la Sala Negra, on es troba un vitrall de Marianne Peretti (també autora dels vitralls de la Catedral Basílica de Nossa Senhora Aparecida), el Painel da Inconfidência Mineira de João Câmara i el Llibre dels Herois i Heroïnes de la Pàtria.

El Panteó va ser catalogat per l'IPHAN el 2007, juntament amb 24 obres més d'Oscar Niemeyer, en la mateixa setmana en que l'arquitecte arribava al seu centenari.

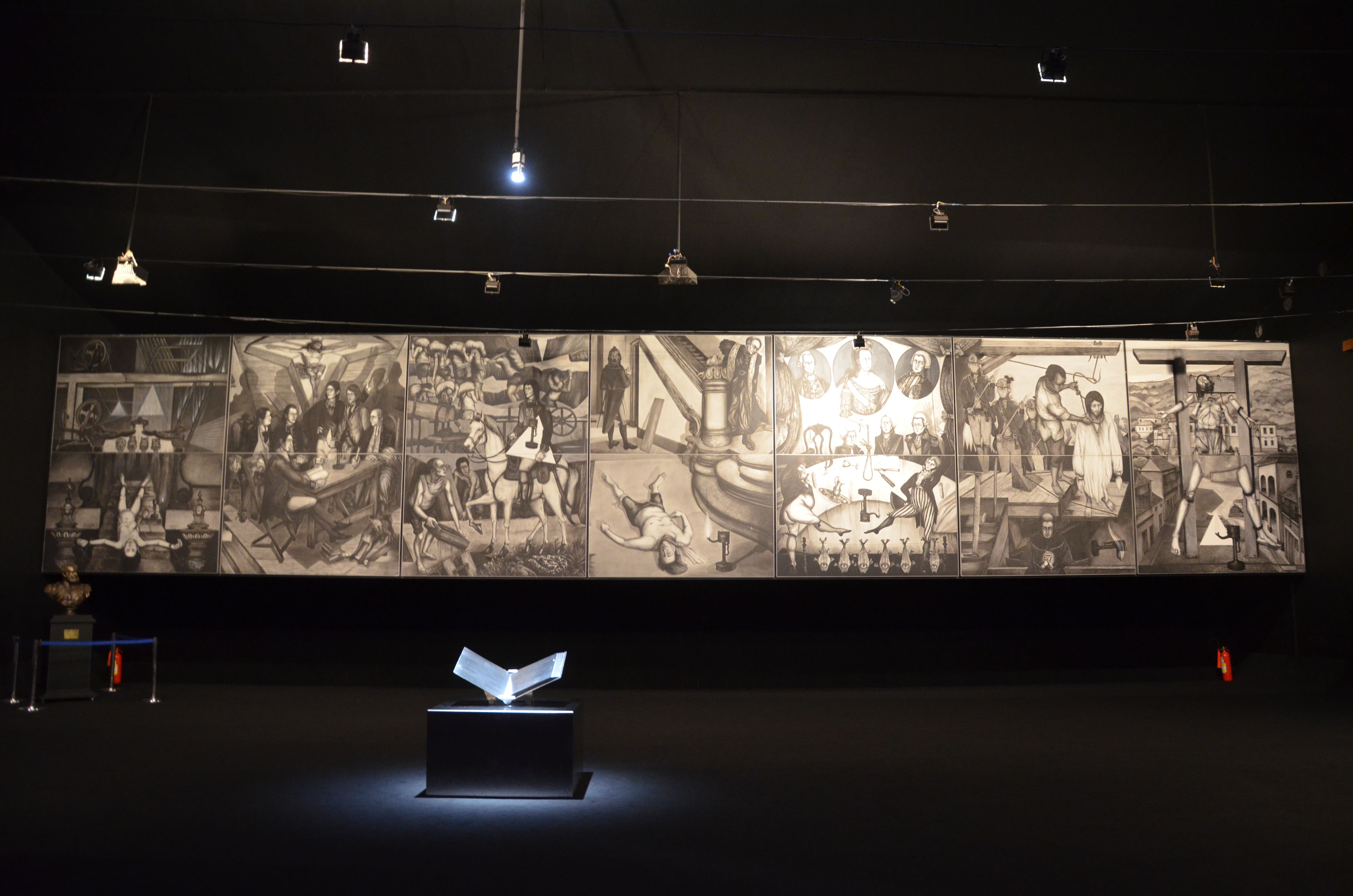
Llibre d'Acer davant el Painel da Inconfidência

A diferència d'altres panteons, el Panteó de la Pàtria no conté la tomba de cap dels homenatjats. L'estructura també alberga dues escultures que honoren els màrtirs de la Inconfidência Mineira. La primera, titulada Mural da Liberdade, va ser creada per Athos Bulcão i es troba al segon pis del Panteó. Consta de tres parets modulars, cadascuna de 13,54 m de llargada per 2,76 m d'alçada, formant el símbol del triangle del moviment mineiro. La segona, titulada Painel da Inconfidência Mineira, va ser creada per João Câmara Filho i es troba al tercer pis. Consta de set panells, cadascun il·lustra una fase del moviment, centrat en la tortura de Tiradentes.

## Llibre dels Herois i Heroïnes de la Pàtria
Els noms dels homenatjats apareixen al Llibre d'Acer, també anomenat Llibre dels Herois i Heroïnes de la Pàtria, que els atorga la condició d'herois i heroïnes nacionals. El tom es troba al tercer pis, entre el Painel da Inconfidência i el vitrall de Marianne Peretti. Cada vegada que es grava un nom nou a les seues làmines d'acer juntament amb la seua respectiva biografia, es fa una cerimònia in memoriam a l'homenatjat.